# 北川恭子
北川 恭子（きたがわ やすこ、1940年2月5日 - ）は、日本の元女優。石川県出身。お茶の水女子大学卒。趣味は日本舞踊。

## 人物
劇団俳優座養成所第12期生として女優デビュー（同期には東野英心、橋本功、山本圭らがいる）。また、東京演劇アンサンブルにも所属していた。

## 出演作品

### 映画
- 日本暗殺秘録（1969年） - お内儀

### テレビドラマ
- ギリシャ悲劇 アンティゴネー（1959年）
- てんてこママさん（1964年）
- 明日の家族（1965年）
- 木下恵介アワー 記念樹 第7話（1966年）
- ウルトラマン 第20話「恐怖のルート87」（1966年） - あけぼの少年ホーム職員
- 快獣ブースカ 第23話「ワッペン戦争」（1967年） - 鈴木つとむの母
- ウルトラセブン 第16話「闇に光る目」（1968年） - ヒロシの母
- 人形佐七捕物帳 第24話「怪談猫屋敷」（1971年） - お杉
- 特別機動捜査隊 第529話「日本の悲劇」（1971年）
- ミラーマン 第36話「怪獣軍団ミラーマンを襲う -五大宇宙怪獣激斗!-」・第37話「ミラーマンを太陽へぶちこめ! - 激斗! 彗星怪獣対土星怪獣 - 」（1972年） - 島田久美子
- 剣客商売 第10話「嘘とまことの間」（1973年）
- ウルトラマンタロウ 第41話「母の願い 真冬の桜吹雪!」（1974年） - 正博の母
- 鉄人タイガーセブン 第23話「悪魔の唸り コールタール原人」（1974年） - 秀夫の母

### 舞台
- クリスコー・ブドリの伝記
- トランプの国